# Zeustemplet (Olympia)
Zeustemplet i Olympia var et tempel fra oldtidens Grækenland i Elis til ære for Zeus. Det blev opført i perioden 472-456 f.Kr. og var arketypen på et græsk tempel efter dorisk orden. Templet indeholdt Zeusstatuen i Olympia, et af den antikke verdens syv underværker.